# Davčna hiša, Memmingen
Davčna hiša je srednjeveška upravna stavba v zgornješvabskem neodvisnem mestu Memmingen na Bavarskem.

## Lega
Davčna hiša stoji v središču Marktplatza (hiša št. 16) in zavzema skoraj celotno severno stran. Levo je nekdanja ribarnica, desno mestna hiša in za njo nekdanji avguštinski samostan z notranjim dvoriščem današnje župnije sv. Janeza Krstnika.

## Zgodovina
Davčna hiša je bila zgrajena med letoma 1494/95 kot upravna stavba takratnega svobodnega cesarskega mesta Memmingen. V zgornjih nadstropjih je bil tajni svet in finančna uprava. Trgovine so bile v pritličju. Štirinadstropni kovniški stolp, ki je bil leta 1863 preurejen v stopnišče in delno porušen, je bil prizidan na Davčno hišo. Stavba je bila do konca cesarskega mesta uporabljena kot Davčna hiša. Od leta 1805 je v njej veliko različnih pisarn. Danes je v pritličju kavarna in zlatarna. V prvem in drugem nadstropju je mestni urad za socialno varstvo.

## Gradnja
Ob postavitvi je bila stavba enonadstropna in je imela 20 križnih obokov. V letih 1522/63 so bili podrti trije oboki na desni strani hiše, da je dobila bolj dostojanstven okvir mestna hiša. Leta 1708 so jo povišali za eno nadstropje. V času izgradnje je bila to profana, neometana opečna stavba. Današnja neobaročna poslikava je bila dokončana leta 1909 po zapuščini županove vdove Rose von Zoller in  je bil sredi stavbe dodan poslikan neobaročni Pogled na mesto. Povezuje preddverje mestne hiše z zahodno ribjo tržnico.

## Opis
Stavba na severni strani tržnice ima arkado z okroglimi oboki in je večinoma poslikana v oker barvi. Na sredini pročelja v nadstropju je Pogled na mesto s konca 19. stoletja, sicer pa prevladujejo baročni vzorci z školjkami in rocailles. Številna okna so poleti okrašena z rdečimi cvetočimi geranijami. Zadnji del je viden le z vrta nekdanjega avguštinskega samostana in nima oken. Sprednje stranice so okrašene z baročno ukrivljenimi dvokapnicami; Okna so samo poslikana. Vhod v Davčno hišo je nekdanji stolp kovnice.
V dve nadstropji se pride po stopnišču v stolpu nekdanje kovnice. Ozek hodnik se razprostira po celotni dolžini hiše. Pisarne so na desni v smeri tržnice. Prva vrata v prvem nadstropju so bogato okrašena z rezbarijami. Ostala vrata pisarn so večinoma novejša in brez dekoracije.